# Paula Selingová
Paula Selingová (* 25. prosince 1978 Baia Mare) je rumunská zpěvačka pop music.
Od šesti let hrála na klavír, v deseti letech začala zpívat ve školní sboru a od patnácti let vystupovala se skupinou Enders. V roce 1997 byla předskokankou na koncertě Joan Baez v Bukurešti. V roce 2002 získala MTV Romania Music Awards za nejlepší video a hlavní cenu festivalu Zlatý jelen. Spolu se zpěvákem Ovim reprezentovala Rumunsko na Eurovision Song Contest v letech 2010 (třetí místo) a 2014 (dvanácté místo). Jejich duet „Playing with Fire“ bodoval ve finské, švédské a norské hitparádě. Spolupracovala i s Al Banem, Alexandrem Rybakem a Anitou Doth. Je také skladatelkou, producentkou a spolumajitelkou hudebního vydavatelství Unicorn Records.
Dabovala rumunskou verzi filmu Auta 2 a nazpívala ústřední píseň filmu Rebelka. Vystupovala v televizních pořadech The X Factor a Dancing with the Stars.
Jejím manželem je od roku 2005 bubeník Radu Bucura.

## Diskografie
- 1998: Only Love
- 1998: Colinde Si Cantece Stinte
- 1998: Stiu Ca Exist
- 1999: De Dragoste
- 2001: Prima Selectie
- 2001: Stii Ce Inseamna
- 2001: Ma Voi Intoarce
- 2002: Album De Cracium
- 2003: ...Fara Sfarsit
- 2006: De Sarbatori
- 2009: Believe
- 2013: One Mile of Words